# Sláine mac Dela
Sláine (Sláinge, Slánga) , fils de Dela, de la tribu des Fir Bolg fut le premier Grand Roi légendaire d'Irlande. On rapporte qu'il débarqua à Wexford Harbour, à l'embouchure de la Slaney, dont l'appellation évoque son nom (en irlandais : Abhainn na Sláine). 
Les Fir Bolg envahirent l'Irlande avec 5000 hommes. Sláine et ses quatre frères, également descendants de Nemed se partagèrent l'Irlande. Sláine, le plus jeune des cinq, prend le Leinster, Gann le nord du Munster, Sengann le sud du Munster, Genann le Connacht et Rudraige l'Ulster. Ils élurent Sláine comme chef.
Sa femme avait pour nom Fuad. La part de Sláine au sein des Fir Bolg était connue comme étant le Gailióin, ainsi nommé d'après leurs lances (gae, en vieil irlandais). 
Sláine ne régna qu'une année,. Il meurt à Dind Ríg, dans le comté de Carlow, et est inhumé à Slane, dans le comté de Meath. C'est son frère Rudraige qui lui succède.

## Sláine mac Dela dans la culture populaire
Les quatre premiers tomes de la BD Sláine « Le Dieu cornu » s'inspirent avec beaucoup de liberté de cette épopée. Sláine y est présenté comme Sessair (et non lié aux Fir Bolg ou Nemediens), eux-mêmes tribu des Tuatha Dé Danann et non peuple comme les Cesair du Lebor Gabála Érenn. Les autres rois reconnaissant son autorité n'ont pas de lien de parenté directe.